# Internationale wateren

De verschillende invloedszones vanaf de kust.

De internationale wateren ook volle zee of hoge zee genoemd, zijn de wateren buiten de grenzen te land en ter zee van een staat. Binnen die grenzen spreekt men van territoriale wateren. Op de internationale wateren geldt in de regel het recht op vrije vaart, conform het zeerecht van Hugo de Groot. Dit recht wordt wel beperkt door verdragen tegen piraterij, slavenhandel en zeezenders.
Ondanks het internationaal erkende recht op vrije vaart zijn er toch conflicten op de internationale wateren, maar dan over de zeebodem, waarin zich gas- of olievelden kunnen bevinden. China en Japan hebben zo'n conflict over olievelden in de Oost-Chinese Zee. Volgens het huidige internationaal recht wordt bekeken op wiens continentaal plat het veld ligt alvorens een conflict voorgelegd wordt aan het Internationaal Gerechtshof.
Daarnaast zijn er visserijoorlogen, zoals de Kabeljauwoorlogen in 1972 tussen IJsland en het Verenigd Koninkrijk. Een land eist bepaalde visgronden voor zichzelf op en verbiedt vissers uit andere landen er te vissen.
Uiteraard is er in tijden van oorlog vaak geen sprake van vrije vaart. Zowel tijdens de Eerste als de Tweede Wereldoorlog trachtte Duitsland door middel van een duikbotenoorlog en het leggen van zeemijnen het Verenigd Koninkrijk economisch en militair te isoleren. Het Verenigd Koninkrijk van haar kant blokkeerde zowel tijdens de Eerste als de Tweede Wereldoorlog de Duitse Noordzeekust. Bovendien legde het Verenigd Koninkrijk gedurende de Eerste Wereldoorlog een groot mijnenveld vanaf Schotland naar Zuid-Noorwegen om de gehele Noordzee af te sluiten.